# محمدی، اوتار پرادش
محمدی، اوتار پرادش (به انگلیسی: Mohammadi) یک منطقهٔ مسکونی در هند است که در Lakhimpur Kheri District واقع شده‌است.

## خصوصیات
محمدی ۳۸٬۴۲۷ نفر جمعیت دارد.